# Ruisseau du Cheylat
Le ruisseau du Cheylat est un ruisseau français du Massif central, affluent de la Sumène et sous-affluent de la Dordogne.

## Géographie
Il prend sa source dans le Cantal vers 1 480 m d’altitude, sur la commune de Collandres, dans le parc naturel régional des Volcans d'Auvergne, trois kilomètres au nord du Falgoux.
Il se jette dans la Sumène en rive droite, un kilomètre au sud-est de Menet.

## Nature et patrimoine
Plusieurs cascades agrémentent le cours du Cheylat :
Sur la commune de Collandres :
- la cascade de la Cavoune[1] ;
- la cascade de la Grange de la Cavoune[2] ;
- les cascades d’Espinasse[3].

Sur celle de Riom-ès-Montagnes :
- la cascade du Marais de la Prade[4] ;
- la cascade de la Ribeyrette[5].